# تابایاما
تابایاما (به لاتین: Tabayama) یک منطقهٔ مسکونی در ژاپن است که در Kitatsuru District واقع شده‌است. تابایاما ۱۰۱٫۳۰ کیلومترمربع مساحت و ۵۸۷ نفر جمعیت دارد.